# Дереза
Дереза́ (лат. Lýcium) — род растений семейства Паслёновые (Solanaceae), включает более 88 видов, распространённых повсеместно, включая субтропическую зону. Часто селится в сухих местах, некоторые виды на полузасолённых почвах.
Многие виды ядовиты.

## Название
Согласно энциклопедическому словарю Брокгауза и Ефрона, изданному в конце XIX века, альтернативными названиями являются: живоблот, чертовы плети, заманих, ткенна (на Кавказе).
Народное название «волчья ягода» может относиться к разным ботаническим видам из других родов и семейств.

## Ботаническое описание

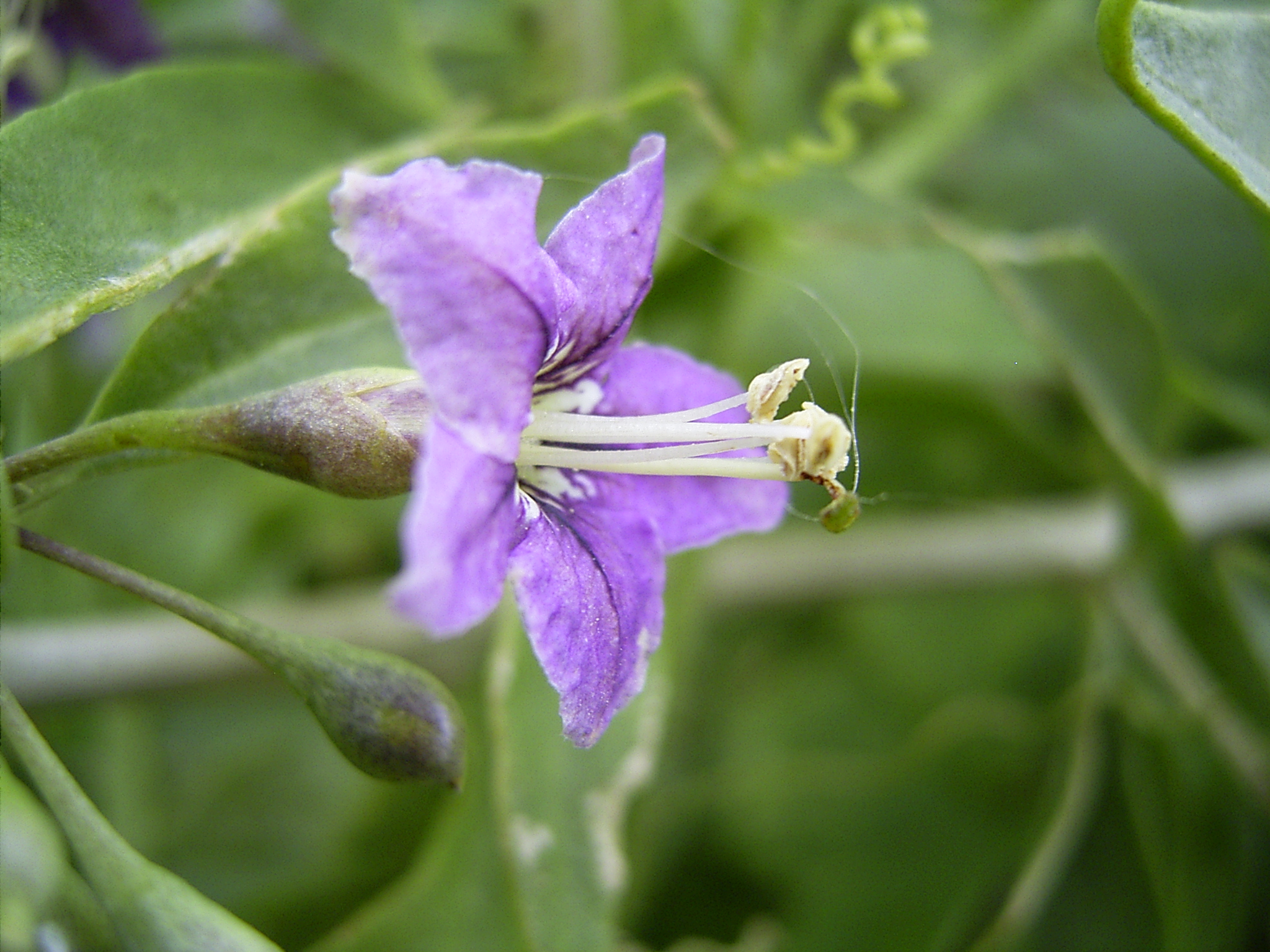
Цветок дерезы обыкновенной (Lycium barbarum)

Многолетний листопадный колючий кустарник с супротивными простыми листьями длиной 1—8 см.
Цветки одиночные или собраны в небольшие соцветия диаметром 6—25 мм, венчик с пятью пурпурными, белыми или зеленовато-белыми лепестками, сросшимися у своего основания.
Плод — мясистая многосемянная ягода диаметром 8—20 мм, может иметь красный, жёлтый, оранжевый, фиолетовый, чёрный цвет.

## Состав, токсикология и фармакология веществ из растений рода Дереза
- Большинство растений рода в той или иной мере ядовиты. Токсичность обусловлена алкалоидами (соласодин и др.).

В плодах найдены:
- 0,5 % аскорбиновой кислоты
- 0,1 % бетаина,
- Витамин A, Витамин B1, B2, ГАМК, Никотиновая кислота,
- Тетратерпены зеаксантин и физалеин,
- Стероиды соласодин, β-ситостерол
- Полисахариды,
- p-кумариновая кислота, скополетин, аминокислоты и белки[4].

## Применение

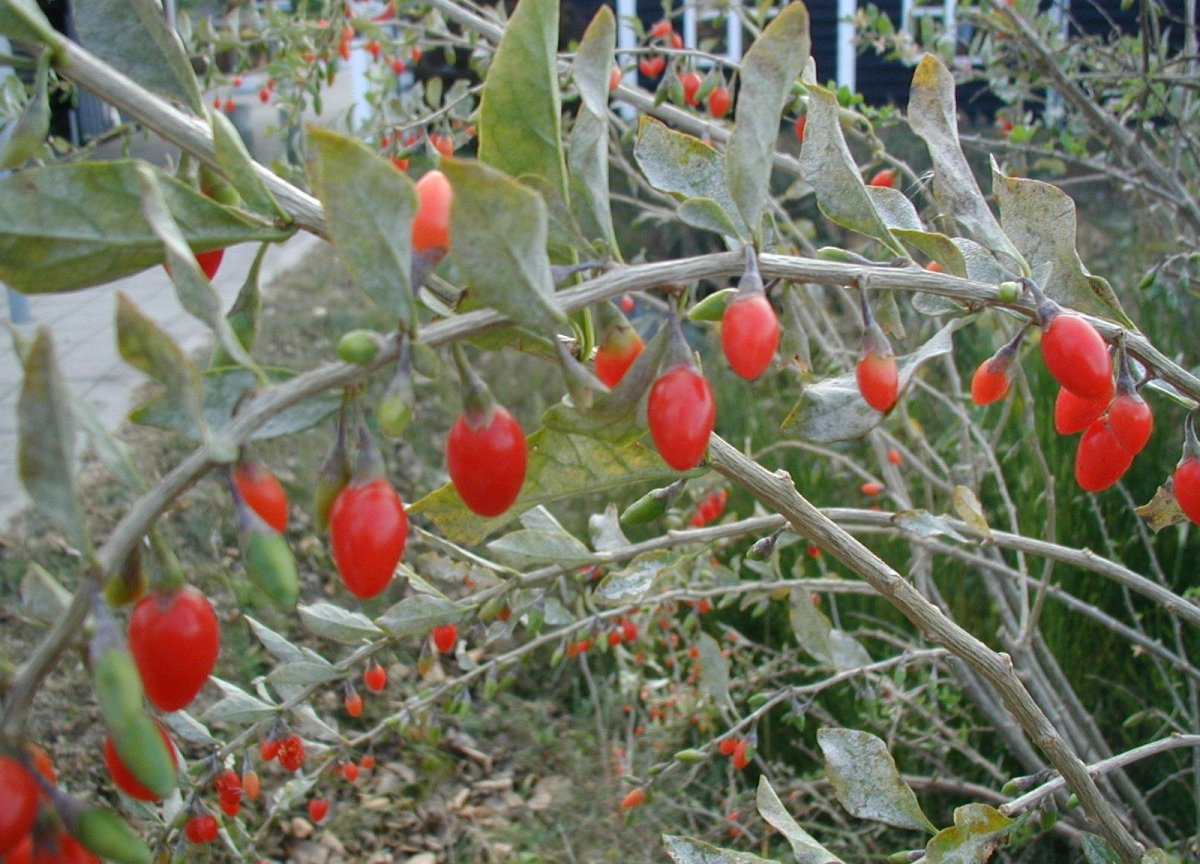
Плоды Дереза обыкновенная|дерезы обыкновенной (Lycium barbarum), называемой ещё волчьей ягодой

### Медицинское применение
Лициум был известен европейским травникам с древних времен, а римляне продавали его виды с Дальнего Востока в Европу. В своей «Естественной истории» Плиний Старший описывает самшит как лекарственное растение, как и Педаниус Диоскорид в своей книге «P. Dioscoridaechemistryrum simplicium reique medicae».

## Виды

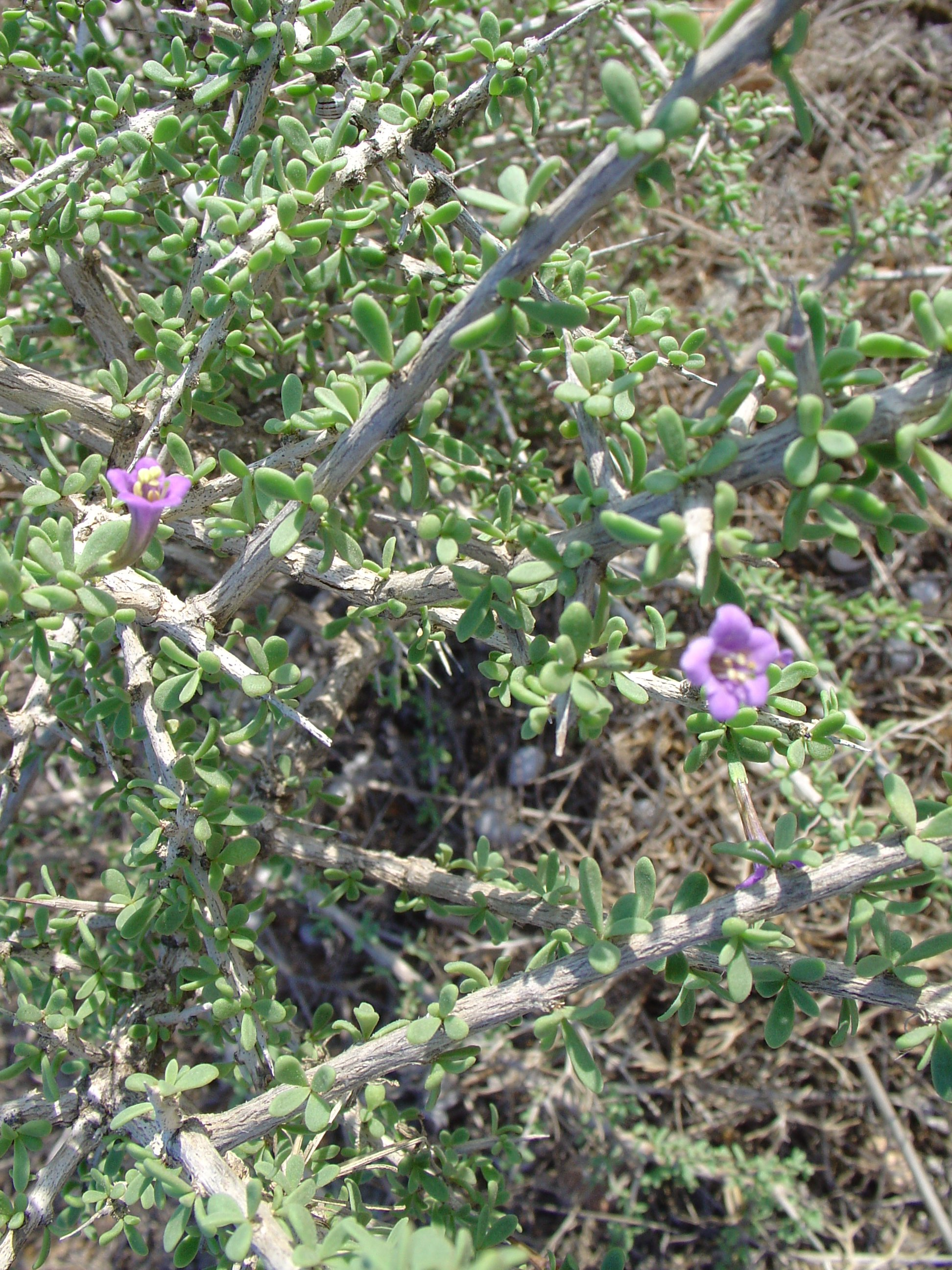
Цветение Lycium intricatum

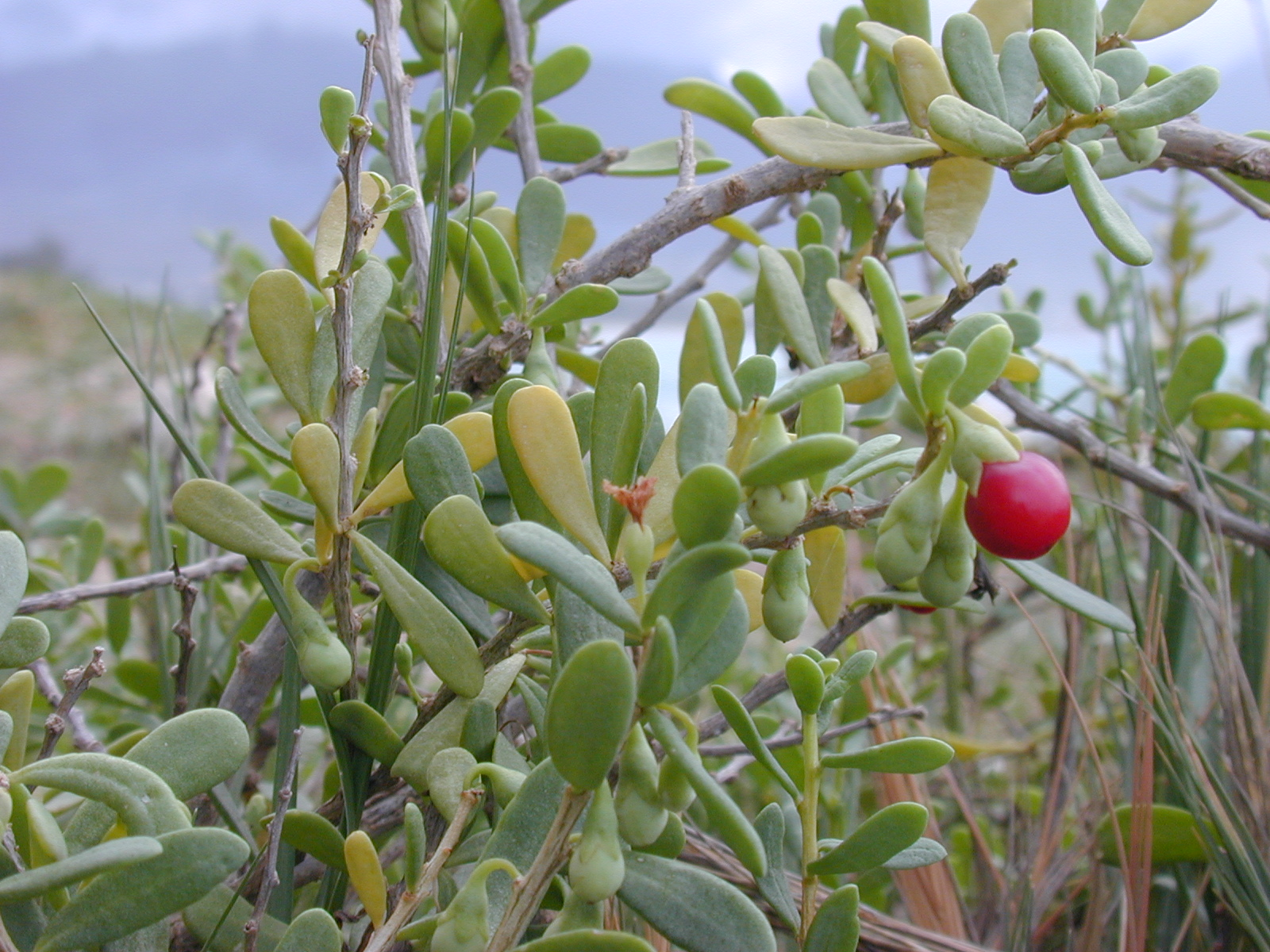
Плоды Lycium sandwicense

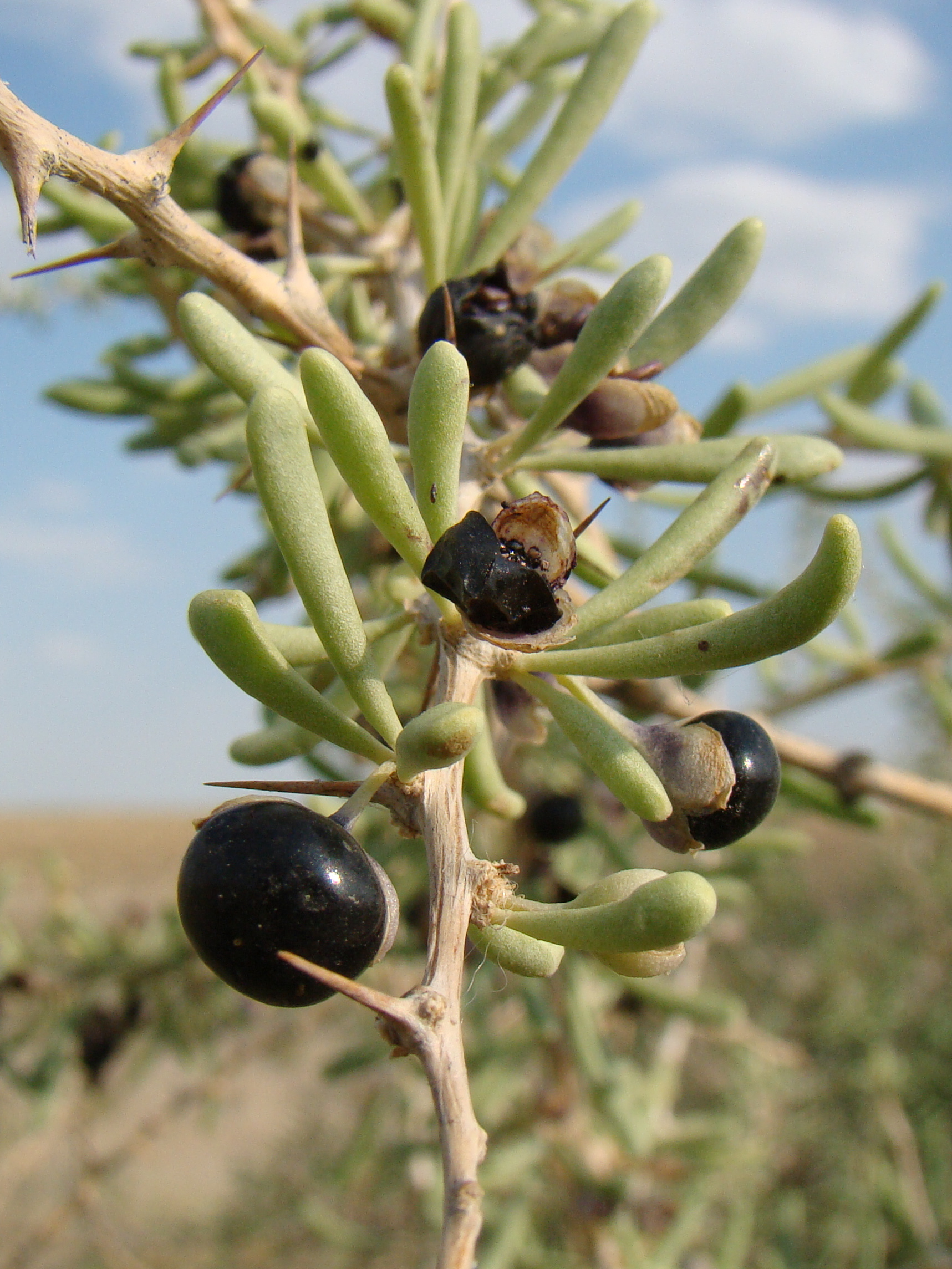
Плоды Lycium ruthenicum

Род включает не менее 88 видов.
Некоторые виды:
| Русское название                    | Латинское название                         | Естественный ареал, дополнительная информация |
| ----------------------------------- | ------------------------------------------ | --- |
| Дереза африканская                  | Lycium afrum L. (1753)typus                | Южная Африка — Капская провинция. Культивируется в Средиземноморье. Номенклатурный № GRIN: 22936. итал. spina santa africano |
| Дереза Андерсона                    | Lycium andersonii A.Gray (1868)            | Юго-западные районы Северной Америки. Номенклатурный № GRIN: 448201. англ. Water-jacket. Применяется в народной медицине. |
| Дереза арабская                     | Lycium arabicum Schweinf. ex Boiss. (1879) | Пакистан, острова Эгейского моря, Египет, Аравийский полуостров, Малая Азия, Передняя Азия, юг и восток Экваториальной Африки, Южная Африка. Номенклатурный № GRIN: 22937. Синоним: Lycium shawii Roem. & Schult. |
| Дереза обыкновенная, или варварская | Lycium barbarum L. (1753)                  | Кустарник до 3 м высотой, цветки лиловые. Китай (Ганьсу, Хэбэй, Внутренняя Монголия, Шаньси, Сычуань, Синьцзян. Культивируется повсеместно, в том числе в России. Часто дичает. Применяется в народной медицине. англ. Barbary matrimony-vine, Duke of Argyll’s teatree, Matrimony-vine, Goji-berry, Wolfberry, кит. ning xia gou qi, нем. Bocksdorn. Синонимы: Lycium halimifolium Mill., Lycium vulgare Dunal |
| Дереза Берландье                    | Lycium berlandieri Dunal (1852)            | Юго-западная часть Северной Америки. Номенклатурный № GRIN: 446973. англ. Berlandier wolfberry. |
| Дереза каролинская                  | Lycium carolinianum Walter (1788)          | Юго-восток Северной Америки. Номенклатурный № GRIN: 312812. англ. Christmasberry. |
| Дереза перовидная                   | Lycium cestroides Schltdl. (1832)          | Южная Америка (Боливия, Аргентина, Уругвай). Номенклатурный № GRIN: 22940. |
| Дереза чилийская                    | Lycium chilense Bertero (1829)             | Аргентина, Чили. Номенклатурный № GRIN: 22941 |
| Дереза китайская                    | Lycium chinense Mill. (1768)               | Лиана. Взбирается на высоту до 3-4 м. Цветки пурпурные. Дальний Восток, Юго-Восточная Азия. Как декоративное растение культивируется повсеместно. Используется в народной медицине, для получения масла, для ветрозащиты полей. Молодые побеги годятся в пищу. Номенклатурный № GRIN: 22942. англ. Chinese boxthorn, Chinese matrimony-vine, Chinese wolfberry, Wolfberry, кит. gou qi, фр. lyciet de Chine, нем. chinesischer Bocksdorn, индон. daun koki, итал. spina santa cinese, яп. kuko, малайск. kaukichai. Синонимы: Lycium chinense var. ovatum (Poir.) C.K.Schneid., Lycium ovatum Loisel., Lycium potaninii Pojark. Две разновидности: Lycium chinense var. chinense (кит. gou qi; Китай, Япония, Корея, Тайвань; номенклатурный № GRIN: 404798), Lycium chinense var. potaninii (Pojark.) A.M.Lu (1978) (Монголия, Китай, Таиланд; номенклатурный № GRIN: 449431). |
| Дереза прижатая                     | Lycium depressum Stocks (1852)             | Передняя Азия, Средняя Азия, Армения, Пакистан. Номенклатурный № GRIN: 413408. Синоним — Lycium turcomannicum Turcz. ex Miers |
| Дереза европейская                  | Lycium europaeum L. (1753)                 | Мадейра, Северная Африка, Малая Азия, Южная Европа. Номенклатурный № GRIN: 22943. англ. Boxthorn, European matrimony-vine. |
| Дереза крепчайшая                   | Lycium ferocissimum Miers (1854)           | Кустарник до 2 м высотой. Цветки розово-жёлтые. Южная Африка, натурализовалась в Австралии и Новой Зеландии. Декоративное растение, агрессивный сорняк. Номенклатурный № GRIN: 316381. англ. African boxthorn. |
| Дереза гибкая, или гибкостебельная  | Lycium flexicaule Pojark. (1950)           | Киргизия. Номенклатурный № GRIN: 413410 |
| Дереза устрашающая                  | Lycium horridum Thunb. (1794)              | Южная Африка. Номенклатурный № GRIN: 22946 |
| Дереза остроплодная                 | Lycium oxycarpum Dunal (1852)              | Южная Африка. Номенклатурный № GRIN: 413405. Синоним — Lycium austrinum Miers |
| Дереза бледная                      | Lycium pallidum Miers (1854)               | Центральная и южная части Северной Америки. Номенклатурный № GRIN: 22947 |
| Дереза русская                      | Lycium ruthenicum Murray (1780)            | Передняя и Средняя Азия, Монголия, Китай (Ганьсу, Внутренняя Монголия, Шаньси, Синьцзян), Пакистан. В России — на юго-востоке Европейской части. Также встречается в Закавказье. Номенклатурный № GRIN: 22948. кит. hei guo gou qi. |
| Дереза пикантная                    | Lycium savory D. Jacobson (2020)           | Центральная и южная Америка. Номенклатурный № GRIN: 413475 |